# Ice Cola
Ice Cola é uma marca de refrigerante brasileira presente nas regiões Norte, Centro-Oeste, Sudeste e Sul do Brasil.

## História

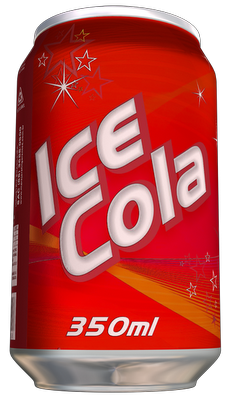
primeira lata de Ice Cola.

As marcas Ice Cola, Ice Zero e Ice Lemon foram lançadas em 2008 pelo primeiro franqueado, a marca Refrigerantes Marajá S.A, empresa que tem sede em Várzea Grande, cidade da região metropolitana da capital de Mato Grosso, Cuiabá.
A empresa Ice Cola Brasil Participações S/A tem sede na cidade de São Paulo. O projeto de franquia operava, em 2012, com 17 fabricantes empregando mais de 23.000 brasileiros.
A estratégia de franquia foi a solução encontrada pela empresa para trazer para o negócio fabricantes regionais de renome. Ao invés de produzirem suas próprias colas, eles poderiam, a partir da parceria, ter acesso a uma fórmula de alta qualidade, incluindo no portfólio de produtos uma marca de alcance nacional e forte investimento em mídia. Os fabricantes regionais são também sócios do negócio. Juntos, detêm 50% da Ice Parts, empresa que detém os padrões de qualidade, gestão e as estratégias comerciais estabelecidas para as marcas. Entre as atribuições da Ice Cola Parts, está o fornecimento do kit de lançamento do produto, com campanha publicitária completa, além de materiais para o ponto de venda, desenvolvidos a partir da agência de comunicação que atende a marca.
Apesar do pouco tempo de mercado, Ice Cola, Ice Zero e Ice Cola Lemon já se destacam no mercado nacional, um cenário que era totalmente dominado por gigantescas corporações estrangeiras.
As marcas têm como objetivo principal oferecer aos brasileiros um refrigerante de cola produzido a partir de tecnologia e inteligência nacional e internacional e conquistar 12% do segmento de colas até 2015. Os planos não se restringem ao Brasil. A marca se prepara para expandir para a América Latina e para ingressar na Bolsa de Valores de São Paulo.

## Produção

### Modelo de produção e variantes
Ice Cola, Ice Zero e Ice Cola Lemon são marcas de refrigerantes sabor cola que pertencem a Ice Cola Brasil Participações S/A e seus franqueados - Fabricantes Brasileiros Independentes.
Os concentrados dos refrigerantes da linha Ice Cola são produzidos pela Florida Flavors/USA, Amazon Flavors/Brasil e envasados por franqueados em vários estados brasileiros.
Atualmente, as marcas estão presentes nos estados de Mato Grosso, Mato Grosso do Sul, Rondônia, Acre, Paraíba, São Paulo, Rio Grande do Norte, Santa Catarina, Paraná, Pará, Goiás, Espírito Santo, Ceará, Rio de Janeiro, Minas Gerais, Amazonas e Roraima. O objetivo para 2012 era que Ice Cola estivesse em todo o território nacional.

### Marketing
Atualmente, a marca se posiciona no mercado com o slogan: "Agite seu mundo". A comunicação é jovem e sempre que o produto chega a uma nova praça, uma campanha publicitária é previamente lançada com o objetivo de instigar a curiosidade do público. Após o lançamento, são realizadas ações de degustação em pontos estratégicos da cidade para que as pessoas tenham a oportunidade de experimentar o produto e comprovar o sabor diferenciado.